# パパと三人娘
『パパと三人娘』（パパとさんにんむすめ、原題：To Rome with Love）は、1969年から1971年までCBSで放送されていたアメリカ合衆国のテレビドラマである。

## 登場人物

### エンディコット家の人々
マイケル・エンディコット
演：ジョン・フォーサイス
ハリエット・エンディコット
演：ケイ・メッドフォード（第1シーズンのみ）
アリソン・エンディコット
演：ジョイス・メンゲス
ペニー・エンディコット
演：Susan Neher
メアリー・ジェーン・“ポーキー”・エンディコット
演：メラニー・フラートン

### 関係者・その他
Andy Pruitt
演：ウォルター・ブレナン（第2シーズンのみ）
Mama Vitale
演：ペギー・モンド
ニコ
演：ヴィトー・スコッティ

## 日本での放送
日本では、1970年10月4日から1971年3月28日、および1973年10月6日から1974年8月31日までTBSで放送。第1シーズンは毎週日曜 10:30 - 11:00、第2シーズンは毎週土曜 18:00 - 18:30 （日本標準時）に放送されていた。
中部日本放送と静岡放送では、『ローマでチャオ！』と題して放送されていた。。